# 協定世界時との差

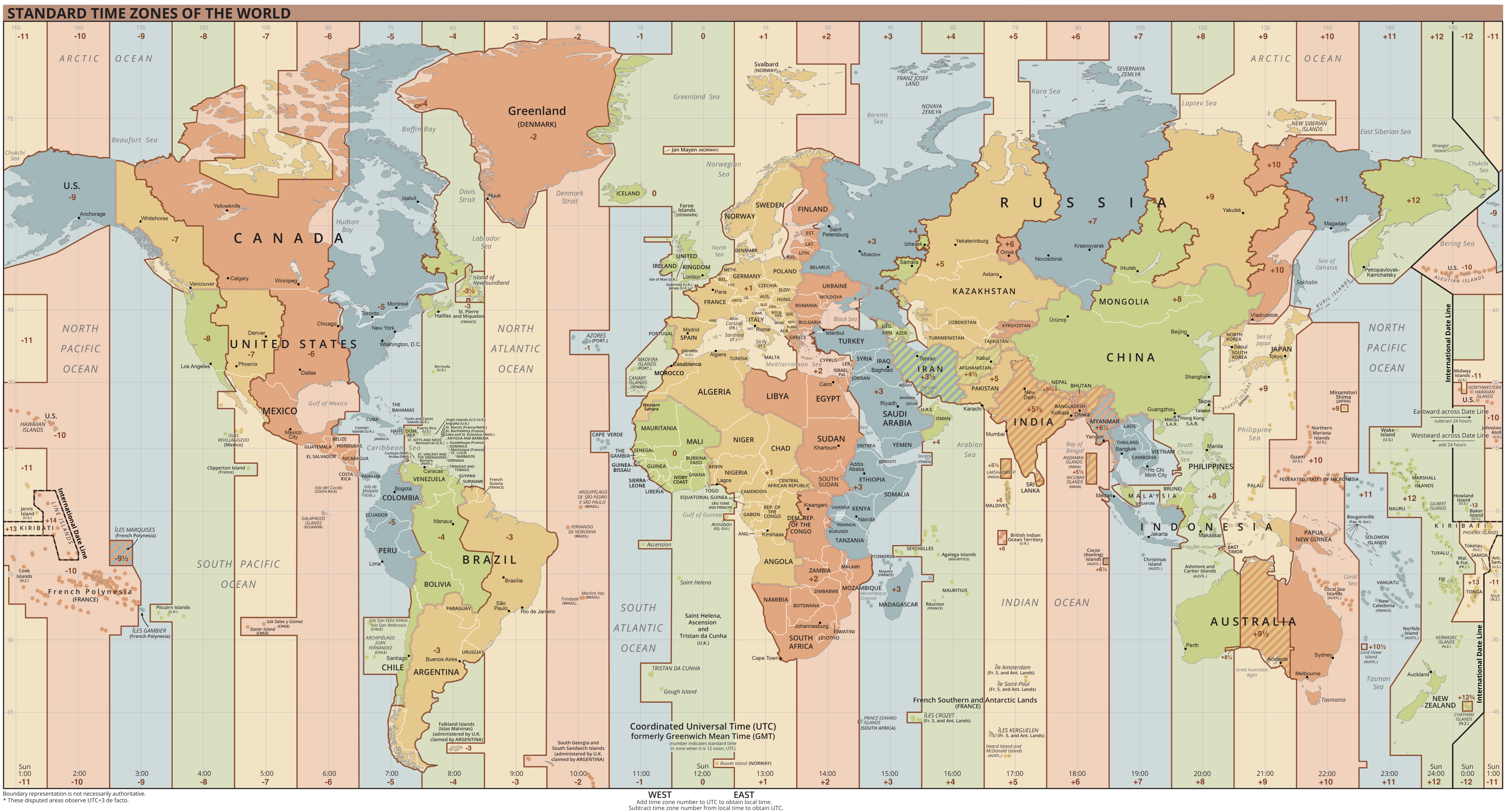
標準時、等時帯とUTCからの差が記された世界地図

協定世界時との差（きょうていせかいじとのさ、英: UTC offset）は、協定世界時（UTC）からの時刻の差を表す。協定世界時とのオフセットまたは偏差とも呼ばれる。通常は各タイムゾーンとUTCとの差を時間または時間と分の組合せとして表現する。多くの場合、タイムゾーンが同一の地域では標準時（Standard time）と夏時間（DST）用の2つのUTCとの時間差が使用される。

## タイムゾーン間での時刻変換

### UTCからUTC+オフセットへの変換
UTCからタイムゾーン"UTC+オフセット"の時刻に変換するには、UTCにおける時刻にオフセットを加算する。オフセットは正負いずれでも構わない。すなわち、オフセットには適切な正または負の符号を必ず付す。一例を挙げる。
タイムゾーン"UTC−05:00"では、UTCからのオフセットは「-5時間」である。これはすなわち、UTCでの時刻に-5時間を加算すること、すなわちUTCでの時刻から5時間を減算することでUTC−05:00での時刻が得られることを意味する。例えばちょうど今、UTCタイムゾーンでの地方時（ローカルタイム、local time）が午後4時00分（24時制では16:00）であるとする。その場合、タイムゾーン"UTC−05:00"における現在のローカルタイムは何時か。答えは、午後4時00分 + オフセット = 午後4時00分 + (-5時間) = 午後4時00分 - 5時間 = 午前11時00分（24時制では、16:00 + (-05:00) = 16:00 - 05:00 = 11:00）である。
同じく、タイムゾーン"UTC+05:00"では、午後4時00分 + オフセット = 午後4時00分 + 5時間 = 午後9時00分（24時制では、16:00 + 05:00 = 21:00）である。

### UTC+オフセットからUTCへの変換
逆向きの変換では、UTC+オフセットからオフセットを減算する。その際、負数の減算が絶対値の加算であるという、数学的常識に注意すればよい。例えば、タイムゾーン"UTC−05:00"におけるローカルタイムが午後2時00分（14:00）ならば、UTCでのローカルタイムは、午後2時00分 - オフセット = 午後2時00分 - (-5時間) = 午後2時00分 + 5時間 = 午後7時00分（14:00 − (−05:00) = 14:00 + 05:00 = 19:00）である。
また、同様にタイムゾーン"UTC+05:00"におけるローカルタイムが午後2時00分（14:00）ならば、UTCでのローカルタイムは、午後2時00分 - オフセット = 午後2時00分 - 5時間 = 午前9時00分（14:00 − 05:00 = 09:00）である。

### 任意の2タイムゾーン間での変換
あるタイムゾーン"UTC+オフセットfrom"における時刻から"UTC+オフセットto"における時刻に変換する方法を考えるには、まず"UTC+オフセットfrom"における時刻からUTCにおける時刻に変換し、続いてその値を"UTC+オフセットto"における時刻に変換すると考えればよい。
"UTC+オフセットfrom"での時刻が x ならば、UTCでの時刻は、x − オフセットfromである。UTCでの時刻を算出したので、"UTC+オフセットto"での時刻を得るには、この値にオフセットtoを加算する、すなわち、当該時刻は x + オフセットto - オフセットfromである。
値"オフセットto − オフセットfrom"はタイムゾーン"UTC+オフセットfrom"と"UTC+オフセットto"との時間差に相当する。よって、"UTC+オフセットfrom"での時刻から"UTC+オフセットto"での時刻に変換することは、"UTC+オフセットfrom"での時刻にこの時間差を加算することを意味する。
例えば、タイムゾーン"UTC−05:00"での現在のローカルタイムが午前9時00分であるとする（オフセットfrom = -05:00）。このとき、タイムゾーン"UTC+05:00"でのローカルタイムは何時か（オフセットto = 05:00）。まず、時間差を計算すると、オフセットto − オフセットfrom = +05:00 − (−05:00) = 05:00 + 05:00 = 10:00、すなわち10時間である。よって、"UTC+05:00"でのローカルタイムは、午前9時00分 + 時間差 = 午前9時00分 + 10時間 = 午後7時00分（24時制では、9:00 + 10:00 = 19:00）である。
上の計算では、符号が正しいことに注意すべきである。あるタイムゾーンから別のタイムゾーンに変換する際、それぞれオフセットが"オフセットfrom"、"オフセットto"ならば、両タイムゾーン間の時間差はオフセットto − オフセットfromで得られる。この計算について、最後の結果が何の意味を成すか調べる。大きいオフセットをもつタイムゾーンのローカルタイムは、小さいオフセットをもつタイムゾーンのローカルタイムより「時間的に進んでいる」。だから、例えば、タイムゾーン"UTC+05:00"での与えられた任意の時刻は、"UTC−05:00"での時刻よりも時間的に進んでいるといえる。"UTC+05:00"での午後7時00分は、"UTC−05:00"での午前9時00分になる。